# Nilakantha (genere)
Nilakantha Peckham & Peckham, 1901 è un genere di ragni appartenente alla famiglia Salticidae.

## Distribuzione
Le quattro specie sono diffuse in America centrale e nelle Antille: la specie dall'areale più ampio è la N. cockerelli, rinvenuta sull'isola di Hispaniola e sull'isola di Giamaica.

## Tassonomia
Per la descrizione delle caratteristiche di questo genere sono stati esaminati gli esemplari tipo di Nilakantha cockerelli Peckham & Peckham, 1901.
Il genere è stato rimosso dalla sinonimia con Thiodina Simon, 1900 a seguito di un lavoro degli aracnologi Bustamante, Maddison & Ruiz del 2005, contra un precedente lavoro dell'aracnologa Bryant del 1950.
Non sono stati esaminati esemplari di questo genere dal 2015; la denominazione Nilacantha Simon, 1901 è un refuso, quindi è da considerarsi nomen nudum.
Attualmente, a gennaio 2022, si compone di 4 specie:
- Nilakantha cockerelli Peckham & Peckham, 1901[2] — Hispaniola, Giamaica
- Nilakantha crucifera (F. O. Pickard-Cambridge, 1901) — Panama
- Nilakantha inerma (Bryant, 1940) — Cuba
- Nilakantha peckhami Bryant, 1940 — Cuba